# Kempenich
Kempenich là một đô thị thuộc huyện Ahrweiler, bang Rheinland-Pfalz, phía tây nước Đức. Đô thị Kempenich có diện tích 11,91 km², dân số thời điểm ngày 31 tháng 12 năm 2006 là 1893 người.